# 위리 탐
위리 탐(에스토니아어: Jüri Tamm, 1957년 2월 5일~2021년 9월 22일) 혹은 유리 아우구스토비치 탐(러시아어: Ю́ри Аугу́стович Тамм)은 에스토니아의 육상 선수로 주 종목은 해머던지기이다. 대부분의 선수 경력을 소련 국가대표로 활동하여 1980년과 1988년 하계 올림픽에서 동메달을 획득하고, 1987년 세계 선수권 대회에서 은메달을 획득하였다. 소련 해체 후에는 에스토니아 국가대표로 활동했다.

## 선수 경력
1980년 소련 모스크바에서 열린 1980년 하계 올림픽에서 동메달을 획득했다.
1984년 9월 9일 체코슬로바키아의 반스카비스트리차에서 열린 대회에서 84.40m의 기록으로 남자 해머던지기 세계 기록을 세웠다. 그의 기록은 대표팀 동료인 유리 세디흐와 세르게이 리트비노프가 갱신했다. 1987년 세계 선수권 대회에서 은메달을 획득하였다. 이후 1988년 대한민국 서울에서 열린 1988년 하계 올림픽에서 동메달을 획득하였다. 
소련 해체 후에는 에스토니아 국가대표로 활동했으며, 1992년에 스페인 바르셀로나에서 열린 1992년 하계 올림픽에 참가하여 5위를 기록했다.

## 정치 경력
선수 은퇴 후인 1998년 정계에 입문했다. 그는 에스토니아 의회 의원으로 3번 선출되었는데 사회민주당 소속으로 2차례 당내 경제 위원회(1999~2003, 2003~07)와 2007년부터 2011년까지 의회 경제 위원회, 유럽 연합 위원회와 안정 권위 감독 특별 조사 위원회원으로 활동했다. 또한 2007년부터 2011년까지 모나코 명예 영사를 맡았다.
그는 2001년부터 2008년까지 에스토니아 올림픽 위원회의 부위원장을 맡았다. 2001년부터 2005년까지 유럽 올림픽 위원회의 육상 위원회 의장과 집행부의 평의원을 지냈고, 2012년부터 2015년까지 우크라이나 올림픽 위원회의 수석 보좌관을 맡았다. 2016년부터 2021년까지 에스토니아 올림픽 위원회의 부위원장을 맡았다.